# America's Next Top Model
America's Next Top Model è un reality show statunitense, trasmesso in Italia su Sky. I produttori sono stati molteplici nel corso della lunga vita del programma, tra i principali, oltre alla top model internazionale Tyra Banks, anche presentatrice del programma, Ken Mok e Anthony Dominici.

## Format
Nel reality show vengono selezionati tra 20 e 36 semifinalisti, ridotti in seguito a 10-16 finalisti che proseguono il percorso per diventare "America's Next Top Model"; tra sfide, servizi fotografici e spot pubblicitari gli aspiranti modelli si contendono la posizione ogni settimana di fronte ad una giuria, per arrivare ad un unico vincitore.

Per ogni edizione è prevista una destinazione internazionale prevista nelle ultime puntate e raggiunta solo da 5-6 finalisti. L'Italia è stata tre volte scelta come meta finale. Al momento non vi sono notizie di una eventuale 25ª edizione.

## Giudici
La giuria analizza in ogni puntata il lavoro settimanale dei concorrenti, stilando una classifica che determinerà il migliore e l'eliminato della puntata. Molti sono i giudici che si sono avvicendati ad affiancare Tyra Banks, che serve anche da conduttrice, nella gara. La prima edizione fu affiancata da Beau Quilian e le modelle Kimora Lee Simmons e Janice Dickinson. Sin dalla 2ª compare il fotografo Nigel Barker, mentre dalla 5ª entra a pieno titolo nella giuria J. Alexander, già ricorrente come coach di passerella nelle edizioni precedenti. Anche le modelle Twiggy e Pavlína Pořízková si sono prestate per alcune edizioni.
Dalla 18ª edizione entra nel cast l'esperta di moda Kelly Cutrone. Dalla 19ª edizione alla 21ª puntata al punteggio delle prove e dei giudici fu introdotto anche quello della votazione del pubblico. L'attuale giuria (22ª edizione) vede: Banks, J. Alexander e Cutrone. Talvolta ai pannelli sono stati presenti ospiti vari a dare un parere aggiuntivo, come i direttori creativi della competizione. Il ruolo è ricoperto attualmente dal taiwanese Yu Tsai (edizioni 21ª-22ª), in passato anche da Jay Manuel (edizioni 1ª-18ª) e Johnny Wujek (edizioni 19ª-20ª).
Nella 23ª edizione la giuria cambia radicalmente con il passaggio di emittente da The CW a VH1: al pannello siedono la modella taglie forti Ashley Graham, il direttore creativo della rivista Paper Drew Elliot, lo stilista delle star Law Roach. Nel ruolo di presentatrice - per quest'unica edizione - la cantante britannica Rita Ora. Tyra Banks, per questa stagione rimasta dietro le quinte come solo produttrice, ritorna alla guida del programma nell'edizione 24, diversamente da come annunciato durante la chiusura dello show alla stagione 22.
Questo l'elenco dei giudici con le stagioni di ANTM in cui sono apparsi:
| Nome del giudice   | Stagione | Stagione | Stagione | Stagione | Stagione | Stagione | Stagione | Stagione | Stagione | Stagione | Stagione | Stagione | Stagione | Stagione | Stagione | Stagione | Stagione | Stagione | Stagione | Stagione | Stagione | Stagione | Stagione | Stagione |
| Nome del giudice   | 1        | 2        | 3        | 4        | 5        | 6        | 7        | 8        | 9        | 10       | 11       | 12       | 13       | 14       | 15       | 16       | 17       | 18       | 19       | 20       | 21       | 22       | 23       | 24       |
| ------------------ | -------- | -------- | -------- | -------- | -------- | -------- | -------- | -------- | -------- | -------- | -------- | -------- | -------- | -------- | -------- | -------- | -------- | -------- | -------- | -------- | -------- | -------- | -------- | -------- |
| Tyra Banks         | ♦        | ♦        | ♦        | ♦        | ♦        | ♦        | ♦        | ♦        | ♦        | ♦        | ♦        | ♦        | ♦        | ♦        | ♦        | ♦        | ♦        | ♦        | ♦        | ♦        | ♦        | ♦        |          | ♦        |
| Janice Dickinson   | ♦        | ♦        | ♦        | ♦        |          |          |          |          |          |          |          |          |          |          |          |          |          |          |          |          |          |          |          |          |
| Beau Quillian      | ♦        |          |          |          |          |          |          |          |          |          |          |          |          |          |          |          |          |          |          |          |          |          |          |          |
| Kimora Lee Simmons | ♦        |          |          |          |          |          |          |          |          |          |          |          |          |          |          |          |          |          |          |          |          |          |          |          |
| Nigel Barker       |          | ♦        | ♦        | ♦        | ♦        | ♦        | ♦        | ♦        | ♦        | ♦        | ♦        | ♦        | ♦        | ♦        | ♦        | ♦        | ♦        | ♦        |          |          |          |          |          |          |
| Eric Nicholson     |          | ♦        |          |          |          |          |          |          |          |          |          |          |          |          |          |          |          |          |          |          |          |          |          |          |
| Nolé Marin         |          |          | ♦        | ♦        |          |          |          |          |          |          |          |          |          |          |          |          |          |          |          |          |          |          |          |          |
| J. Alexander       |          |          |          |          | ♦        | ♦        | ♦        | ♦        | ♦        | ♦        | ♦        | ♦        | ♦        |          |          |          |          |          |          |          | ♦        | ♦        |          |          |
| Twiggy             |          |          |          |          | ♦        | ♦        | ♦        | ♦        | ♦        |          |          |          |          |          |          |          |          |          |          |          |          |          |          |          |
| Pavlína Pořízková  |          |          |          |          |          |          |          |          |          | ♦        | ♦        | ♦        |          |          |          |          |          |          |          |          |          |          |          |          |
| André Leon Talley  |          |          |          |          |          |          |          |          |          |          |          |          |          | ♦        | ♦        | ♦        | ♦        |          |          |          |          |          |          |          |
| Kelly Cutrone      |          |          |          |          |          |          |          |          |          |          |          |          |          |          |          |          |          | ♦        | ♦        | ♦        | ♦        | ♦        |          |          |
| Rob Evans          |          |          |          |          |          |          |          |          |          |          |          |          |          |          |          |          |          |          | ♦        | ♦        |          |          |          |          |
| Bryanboy           |          |          |          |          |          |          |          |          |          |          |          |          |          |          |          |          |          |          | ♦        | ♦        |          |          |          |          |
| Rita Ora           |          |          |          |          |          |          |          |          |          |          |          |          |          |          |          |          |          |          |          |          |          |          | ♦        |          |
| Ashley Graham      |          |          |          |          |          |          |          |          |          |          |          |          |          |          |          |          |          |          |          |          |          |          | ♦        | ♦        |
| Drew Elliot        |          |          |          |          |          |          |          |          |          |          |          |          |          |          |          |          |          |          |          |          |          |          | ♦        | ♦        |
| Law Roach          |          |          |          |          |          |          |          |          |          |          |          |          |          |          |          |          |          |          |          |          |          |          | ♦        | ♦        |

## Premi
Nel corso di tutte le edizioni il premio destinato al vincitore è quasi sempre consistito in: una somma di denaro (100.000-150.000 dollari), un contratto con un'agenzia di moda (Elite Model Management, IMG Models, Ford Models, Wilhelmina Models, New York Model Management, L.A. Models, NEXT Model Management), un servizio fotografico su una rivista (Marie Claire, Jane, Elle, Seventeen, Vogue Italia, Nylon, Paper) e una campagna pubblicitaria affine al settore (Revlon, Sephora, CoverGirl, Smashbox Cosmetics, Nine West, Guess?, Rimmel, Pantene).

## Edizioni
| Edizione | Prima visione     | Vincitore                 | Seconda/o classificata/o           | Altri concorrenti in ordine di eliminazione | Numero concorrenti | Destinazione                  |
| -------- | ----------------- | ------------------------- | ---------------------------------- | --- | ------------------ | ----------------------------- |
| 1        | 20 maggio 2003    | Adrianne Curry            | Shannon Stewart                    | Tessa Carlson, Katie Cleary, Nicole Panattoni, Ebony Haith, Giselle Samson, Kesse Wallace, Robynne "Robin" Manning, Elyse Sewell | 10                 | Parigi                        |
| 2        | 13 gennaio 2004   | Yoanna House              | Mercedes Scelba-Shorte             | Anna Bradfield, Bethany Harrison, Heather Blumberg, Jenascia Chakos, Xiomara Frans, Catie Anderson, Sara Racey-Tabrizi, Camille McDonald, April Wilkner, Shandi Sullivan | 12                 | Milano                        |
| 3        | 22 settembre 2004 | Eva Pigford               | Camara "Yaya" DaCosta Johnson      | Magdalena Rivas, Leah Darrow, Julie Titus, Laura "Kristi" Gromment, Jennipher Frost, Kelle Jacob, Cassie Grisham, Toccara Jones, Nicole Borud, Norelle Van Herk, Ann Markley, Amanda Swafford | 14                 | Montego Bay; Tokyo            |
| 4        | 2 marzo 2005      | Naima Mora                | Kahlen Rondot                      | Brita Petersons, Sarah Dankelman, Brandy Rusher, Noelle Staggers, Lluviana "Lluvy" Gomez, Tiffany Richardson & Rebecca Epley, Tatiana Dante, Michelle Deighton, Christina Murphy, Brittany Brower, Keenyah Hill                                                                                          | 14                 | Città del Capo                |
| 5        | 21 settembre 2005 | Nicole Linkletter         | Erika "Nik" Pace                   | Ashley Black, Ebony Taylor, Cassandra Whitehead (ritirata), Sarah Rhoades, Diane Hernandez, Coryn Woitel, Kyle Kavanagh, Lisa D'Amato, Kimberly "Kim" Stolz, Jayla Rubinelli, Brittany "Bre" Scullark | 13                 | Londra                        |
| 6        | 8 marzo 2006      | Danielle Evans            | Joan Ann "Joanie" Dodds            | Katherine "Kathy" Hoxit, Wendy Wiltz, Kari Schmidt, Gina Choe, Mollie Sue Steenis-Gondi, Alejandra "Leslie" Mancia, Brooke Staricha, Nnenna Agba, Furonda Brasfield, Sara Albert, Jade Cole | 13                 | Bangkok                       |
| 7        | 20 settembre 2006 | CariDee English           | Melissa Rose "Melrose" Bickerstaff | Christian Evans, Megan Morris, Monique Calhoun, Megan "Megg" Morales, Alexandra-Jayne "A.J." Stewart, Brooke Miller, Anchal Joseph, Jaeda Young, Michelle Babin, Amanda Babin, Eugena Washington | 13                 | Barcellona                    |
| 8        | 28 febbraio 2007  | Jaslene González          | Natalia "Nataša" Galkina           | Kathleen DuJour, Samantha Francis, Cassandra Watson, Felicia Provost, Diana Zalewski, Sarah VonderHaar, Whitney Cunningham, Jael Strauss, Brittany Hatch, Dionne Walters, Renee Alway | 13                 | Sydney                        |
| 9        | 19 settembre 2007 | Saleisha Stowers          | Heather "Chantal" Jones            | Lyudmila "Mila" Bouzinova, Kimberly Leemans, Victoria Marshman, Janet Mills, Ebony Morgan (ritirata), Sarah Hartshorne, Ambreal Williams, Lisa Jackson, Heather Kuzmich, Bianca Golden, Jenah Doucette                                                                                                   | 13                 | St. John's; Shanghai; Pechino |
| 10       | 20 febbraio 2008  | Whitney Thompson          | Anya Kop                           | Kimberly Rydzewski (ritirata), Atalya Slater, Allison Kuehn, Amy "Amis" Jenkins, Marvita Washington, Aimee Wright, Claire-Aimee Unabia, Stacy-Ann Fequiere, Lauren Utter, Katarzyna Dolinska, Dominique Reighard, Fatima Siad                                                                            | 14                 | Roma                          |
| 11       | 3 settembre 2008  | Brittany "McKey" Sullivan | Samantha Potter                    | Brittney "ShaRaun" Brown, Nikeysha Clarke, Brittany Rubalcaba, Hannah White, Isis King, Clark Gilmer, Lauren Brie Harding, Joslyn Pennywell, Sheena Sakai, Elina Ivanova, Marjorie Conrad, Analeigh Tipton                                                                                               | 14                 | Amsterdam                     |
| 12       | 4 marzo 2009      | Teyona Anderson           | Allison Harvard                    | Kelly "Isabella" Falk, Jessica Santiago, Nijah Harris, Kortnie Coles, Sandra Nyanchoka, Tahlia Brookins, Lauren "London" Levi-Nance, Natalie Pack, Felicia "Fo" Porter, Celia Ammerman, Aminat Ayinde | 13                 | San Paolo                     |
| 13       | 9 settembre 2009  | Nicole Fox                | Laura Kirkpatrick                  | Amber DePace (ritirata), Lisa Ramos, Rachel Echelberger, Courtney Davies, Lulu Braithwaite, Bianca Richardson, Ashley Howard, Kara Vincent, Ashley "Rae" Weisz, Brittany Markert, Sundai Love, Jennifer An & Erin Wagner                                                                                 | 15                 | Las Vegas; Maui               |
| 14       | 10 marzo 2010     | Krista White              | Raina Hein                         | Gabrielle Kniery, Naduah Rugley, Ren Vokes, Simone Lewis, Tatianna Kern, Brenda Arens, Anslee Payne-Franklin, Alasia Ballard, Jessica Serfaty, Angelea Preston & Alexandra Underwood | 13                 | Auckland                      |
| 15       | 8 settembre 2010  | Ann Ward                  | Chelsey Hersley                    | Anamaria Mirdita, Terra White, Sara Blackamore, Rhianna Atwood, Alexandra "Lexie" Tomchek, Kacey Leggett, Kendal Brown, Esther Petrack, Elizabeth "Liz" Williams, Christine "Chris" White, Kayla Ferrel & Jane Randall                                                                                   | 14                 | Venezia                       |
| 16       | 23 febbraio 2011  | Brittani Kline            | Molly O'Connell                    | Angelia Alvarez, Ondrei Edwards (ritirata), Nicole Lucas, Dominique Waldrup, Sara Longoria, Dalya Morrow, Monique Weingart, Mikaela Schipani, Jaclyn Poole, Katarzyna "Kasia" Pilewicz, Alexandria Everett, Hannah Jones                                                                                 | 14                 | Marrakech                     |
| 17       | 14 settembre 2011 | Lisa D'Amato              | Allison Harvard                    | Brittany Brower, Sheena Sakai, Isis King, Camille McDonald, Brittany "Bre" Scullark, Kayla Ferrel & Bianca Golden, Alexandria Everett, Shannon Stewart, Dominique Reighard, Laura Kirkpatrick, Angelea Preston (Squalificata)                                                                            | 14                 | Creta                         |
| 18       | 29 febbraio 2012  | Sophie Sumner             | Laura LaFrate                      | Jasmia Robinson, Mariah Watchman, Louise Watts (ritirata), Candace Smith, Ashley Brown, AzMarie Livingston, Kyle Gober, Seymone Cohen-Fobish, Catherine Thomas, Eboni Davis, Alisha White (ritirata), Annaliese Dayes                                                                                    | 14                 | Toronto; Macao; Hong Kong     |
| 19       | 24 agosto 2012    | Laura James               | Kiara Belen                        | Jessie Rabideau, Maria Tucker (ritirata), Darian Ellis, Destiny Strudwick, Yvonne Powless, Allyssa Vuelma, Brittany Brown, Victoria Henley, Kristin Kagay, Nastasia Scott, Leila Goldkuhl | 13                 | Kingston; Ocho Rios           |
| 20       | 2 agosto 2013     | Jourdan Miller            | Marvin Cortés                      | Bianca Alexa, Christopher "Chris" Schellenger, Chlea Ramirez, Michael James "Mike" Scocozza, Bianca Jamila "Kanani" Andaluz, Jiana Davis, Philip "Phil" Sullivan, Alexandra Agro, Donald "Don" Benjamin, Nina Burns, Jeremy Rohmer, Renee Bhagwandeen, Christopher "Chris" Hernandez, Cory Wade Hindorff | 16                 | Bali                          |
| 21       | 18 agosto 2014    | Keith Carlos              | Will Jardell                       | Ivy Timlin, Romeo Tostado (squalificato), Benjamin "Ben" Schreen, Kari Calhoun, Matthew Smith, Denzel Wells, Mirjana Puhar, Raelia Lewis, Chantelle Young, Andrea "Shei" Phan, Lenox Tillman, Adam Smith                                                                                                 | 14                 | Seul                          |
| 22       | 5 agosto 2015     | Nyle DiMarco              | Mamé Adjei                         | Delanie Dischert, Stefano Churchill, Ava Capra, Ashley Molina, Courtney DuPerow & Bello Sanchez, Justin Kim, Dustin McNeer, Hadassah Richardson, Devin Clark, Michael "Mikey" Heverly & Lacey Rogers | 14                 | Nessuna                       |
| 23       | 12 dicembre 2016  | India Gants               | Tatiana Price                      | Justine Biticon, Cherish Waters, Giah Hardeman, Krislian Rodriguez, Kyle McCoy, Binta Dibba, Marissa Hopkins, Paige Mobley, Tash Wells, Cody Wells, Courtney Nelson, Cory Anne Roberts | 14                 | Nessuna                       |
| 24       | 9 gennaio 2018    | Kyla Coleman              | Jeana Turner                       | Maggie Keating, Ivana Thomas, Elizabeth "Liz" Woodbury (ritirata), Rhiyan Carreker, Shantelle "Coura" Fall, Liberty Netuschil, Christina Maria Anderson McDonald, Sandra Shehab, Brenda "Brendi K." Seiner (ritirata), Erin Green, Rio Summers, Shanice Carroll, Khrystyana Kazakova                     | 15                 | Nessuna                       |

## Eliminazioni, squalifiche e ripescaggi
Ogni eliminazione prevede una classifica, stilata dai giudici in base a diversi parametri. La conduttrice chiama uno per uno i concorrenti in base al punteggio fino a lasciare un'ultima coppia (o trio) tra cui vi è l'eliminato della puntata.

Diverse sono state le doppie eliminazioni, annunciate sin dall'inizio della puntata, o, come nel caso della 4ª edizione - Rebecca Epley e Tiffany Richardson - inaspettate.

Altri concorrenti sono stati esclusi al di fuori della cerimonia di eliminazione: Magdalena Rivas (3ª edizione), Hannah White (11ª edizione), Rachel Echelberger (13ª Edizione), Terra White (15ª Edizione) e Shanice Carroll (24ª edizione).

Diversi sono stati i ritiri nel corso delle diverse stagioni: Cassandra Whitehead (5ª edizione), Ebony Morgan (9ª edizione), Kimberly Rydzewski (10ª dizione), Ondrei Aroe (16ª edizione), Louise Watts e Alisha White (18ª edizione), Maria Tucker (19ª edizione) e Liz Woodbury e Brendi K. Seiner (24ª edizione).
Sono due le squalifiche avvenute nelle numerose edizioni: la prima è stata a scapito di Angelea Preston (17ª edizione), apparentemente eliminata subito dopo la sfilata finale a Creta per ragioni non specificate durante messa in onda del programma. Solo mesi dopo, fu rivelato che Angelea aveva effettivamente vinto l'edizione All Stars ma i produttori, dopo aver scoperto che la ragazza aveva lavorato come escort prima della partecipazione ad America's Next Top Model, decisero di girare nuovamente la finale senza di lei, incoronando Lisa D'Amato vincitrice. Dopo l'accaduto, Angelea ha intentato una causa contro la produzione, sostenendo che i produttori fossero al corrente della sua attività di escort già da prima della sua partecipazione al programma. La causa è tuttora in corso. L'altra squalifica, invece, è quella di Romeo Tostado (21ª edizione), escluso dalla competizione nel corso di una puntata dopo l'aggressione fisica ai danni di Adam Smith.
Con l'inserimento del voto da casa alle eliminazioni, è stato introdotto anche il ripescaggio dalla 19ª alla 21ª stagione, avvenuto circa a metà di ogni edizione. I ripescaggi tramite i social media hanno riguardato: Leila Goldkuhl (19ª edizione), Alexandra Agro e Jeremy Rohmer (20ª edizione), e Chantelle Young (21ª edizione).
Nella 22ª edizione, invece, il ripescaggio di Dustin McNeer è stato stabilito attraverso la partecipazione al servizio fotografico settimanale di tutti i concorrenti sino a quel momento eliminati dalla competizione. Simile ripescaggio è avvenuto nella 23ª edizione: per la seconda volta di fila nella storia del programma, le 7 concorrenti eliminate fino a quel momento sono tornate in gara per una settimana e, dopo le riprese di un video musicale, all'eliminazione, una delle 7 ragazze ancora in gara è stata eliminata, ed una delle ragazze eliminate, Tash Wells, è tornata in gara. Nella 24ª edizione, il ripescaggio è avvenuto invece nella terzultima puntata, quando solo 4 concorrenti erano ancora in gara: le modelle eliminate fino a quel momento (escluse le due che si erano ritirate) hanno partecipato ad una sfida, al termine della quale è stato rivelato che Liberty Netuschil, Christina McDonald, Erin Green e Jeana Turner avrebbero avuto la possibilità di partecipare al servizio fotografico, il quale avrebbe determinato chi delle 4 sarebbe rientrata in gara. Alla fine è stata Jeana Turner a tornare e a prendere il posto di Rio Summers.

## Makeover
Tappa importante di ogni edizione è la puntata dedicata al "makeover", un completo rinnovamento del look che si applica ai concorrenti nelle prime puntate della fase finale. Non sempre di gradimento, soprattutto tra le concorrenti (Cassandra Whitehead lasciò il programma), solo nella 19ª edizione venne data la possibilità di scegliere, con conseguente declinazione da parte di Maria Tucker e Victoria Henley.

Tra i "makeover" più estremi sono ricordati maggiormente:
- 1ª edizione: Ebony Haith (rasatura capelli).
- 2ª edizione: Yoanna House (taglio mohawk moderno).
- 3ª edizione: Amanda Swafford (trasformata in bionda platino) e Nicole Borud (rosso fuoco).
- 4ª edizione: Michelle Deighton (da castana a bionda platino).
- 5ª edizione: Cassandra Whitehead (da lunghi e castani scuri a corti e biondi).
- 6ª edizione: Nnenna Agba (rasatura capelli).
- 8ª edizione: Jael Strauss (da corti a lunghi, per poi tornare ad un taglio ancora più corto).
- 9ª edizione: Bianca Golden (rasatura dopo una permanente venuta male).
- 10ª edizione: Fatima Siad (applicazione di lunghissime extension nere) e Marvita Washington (capelli rasati su entrambi i lati, a spazzola sul capo e con una lunga coda di cavallo dietro).
- 11ª edizione: Elina Ivanova (rossi e ricci).
- 12ª edizione: London Levi-Nance (capelli cortissimi e tinti biondo platino) e Sandra Nyanchoka (da corti neri a quasi rasati biondi).
- 13ª edizione: Nicole Fox (i suoi capelli rossi e già voluminosi furono ulteriormente cotonati per poi ritornare ad un taglio liscio).
- 14ª edizione: Krista White (i capelli le vennero raccolti e le venne affidata una coda posticcia da applicare nei servizi fotografici) e Brenda Arens (i suoi lunghi capelli lisci e rossi vennero molto accorciati e, suo malgrado, resi ancora più corti la settimana successiva).
- 15ª edizione: Sara Blackamore (da bionda a cioccolato, con sopracciglia schiarite) e Kayla Ferrel (rosso acceso).

- 16ª edizione: Molly O'Connell (l'idea era di aggiungere delle lunghe extension bionde su una rete creata con i suoi stessi capelli, ma la professionista ingaggiata sbagliò completamente le proporzioni, creando un disastro, e di conseguenza le vennero rimosse la settimana seguente) e Dominique Waldrup (da capelli lisci e castani le vennero applicate delle lunghe extension di capelli ricci color melanzana).
- 18ª edizione: Alisha White (capelli rasati da una parte e chioma fluente dall'altra); Catherine Thomas (capelli tinti color magenta); Laura LaFrate (tinta biondo platino con strisce rosse e blu) e Sophie Sumner (rosa zucchero filato).
- 19ª edizione: Laura James (da castano a biondo platino, sopracciglia incluse).
- 20ª edizione: Don Benjamin e Chris Hernandez (tinta biondo platino); Kanani Andaluz (da capelli lunghissimi a taglio ultra corto); Cory Wade Hindorff (rasato a zero) e Phil Sullivan (aggiunta di extension ispirate all'immagine iconografica di Gesù).
- 21ª edizione: Denzel Wells (applicazione barba posticcia utilizzata per i servizi fotografici, rimossa dopo alcune settimane); Shei Phan (capelli tinti metà nero corvino e metà platino) e Kari Calhoun (da capelli ricci e castani trasformata in liscia e bionda platino).
- 22ª edizione: Courtney DuPerow (capelli da biondo-arancio a sfumature grigie); Ava Capra (mullet) e Hadassah Richardson (capelli lunghi rasati su un lato).
- 23ª edizione: India Gants (capelli tinti di tanti colori sui toni del rosa e del lavanda).
- 24ª edizione: Liz Woodbury (capelli tinti di rosa confetto); Brendi K. Seiner (capelli tagliati cortissimi); Rio Summers (capelli quasi rasati e tinti di biondo platino); Christina McDonald (chioma color evidenziatore ispirata a Kylie Jenner); Liberty Netuschil (tinta rosso fuoco) e Jeana Turner (rimasta calva dopo la rimozione della parrucca).

## Curiosità
Ann Ward (vincitrice della 15ª edizione) detiene il record di maggior numero di migliori scatti con 6 primi posti su 11.
Ann è anche la vincitrice più alta (188 cm), mentre Eva Pigford (3ª edizione) e Nicole Fox (13ª edizione) alte 170 cm sono le più basse. Nelle altre versioni del format il record d'altezza di Ann è stato eguagliato dalla vincitrice della 9ª edizione di Britain & Ireland's Next Top Model, Lauren Lambert, e superato da Lương Thị Hồng Xuân, concorrente della 6ª edizione di Vietnam's Next Top Model, alta 190 cm.
In ambito di altezza la 13ª edizione poneva come limite massimo i 170 cm, sovvertendo il sistema moda, venendo ribattezzata "America's Next Petite Model", mentre la 22ª edizione abolisce tutti i limiti di altezza, portando avanti lo slogan "Not too short, not too tall".
La 24ª edizione vede l'abolizione del limite di età di 27 per le partecipanti, portando in scena tre concorrenti che lo superavano, rispettivamente di 32, 34 e 42 anni.
Alcune stagioni hanno avuto un tema particolare portato avanti in maniera più o meno esplicita. Nella 9ª edizione, quasi tutti gli episodi hanno presentato tematiche a favore dell'ambiente e della salute: dal divieto alle concorrenti di fumare fino al termine della competizione (regola mantenuta anche nelle edizioni successive) alla sostituzione della limousine con un furgoncino, oltre ad alcuni servizi fotografici a tema.
Altre edizioni hanno visto invece una rivoluzione del normale corso del programma: la 13ª edizione, per petite models ha visto la partecipazione di sole modelle più basse di 170 cm di altezza; la 17ª edizione, All Stars, ha visto la partecipazioni di 14 concorrenti selezionate dalle precedenti edizioni; nella 18ª edizione, British Invasion, metà delle concorrenti erano ex-concorrenti della versione inglese, Britain's Next Top Model; nella 19ª edizione, College Edition, le modelle furono selezionate tra i vari college degli Stati Uniti; dalla 20ª edizione alla 22ª edizione, Guys & Girls, metà dei concorrenti sono aspiranti modelli uomini.
Diverse nel corso delle edizioni le scelte della produzione mirate ad incrementare l'interesse del pubblico e la diversità del cast: le gemelle Amanda e Michelle Babin (7ª edizione); Heather Kuzmich affetta dalla sindrome di Asperger (9ª edizione); la transgender Isis King (11ª e 17ª edizione); le sorelle Chris e Terra White (15ª edizione); Chantelle Young affetta da vitiligine (21ª edizione); Nyle DiMarco (vincitore della 22ª edizione) affetto da sordomutismo; le gemelle Tash e Cody Wells (23ª edizione) e Jeana Turner, modella affetta da alopecia (24ª edizione).
Oltre ad Isis King, il programma ha visto l'apparizione di un'altra concorrente transgender, Virgg (20ª edizione), che però si è ritirata durante l'ultima fase di casting. Sono diverse le versioni di altri paesi del programma a cui hanno partecipato concorrenti transessuali, come Adriana Mazzarini in Italia's Next Top Model (4ª edizione), Talulah-Eve Brown in Britain's Next Top Model (11ª edizione), Kamila Warzecha in Poland's Next Top Model e anche Loiza Lamers in Holland's Next Top Model (8ª edizione), che è inoltre anche la prima e unica vincitrice transgender del format.
Numerosi anche i concorrenti apertamente dichiarati omosessuali: Ebony Haith (1ª edizione), Kim Stolz (5ª edizione), Megan Morris e Michelle Babin (7ª edizione), Lulu Braithwaite (13ª edizione), Kayla Ferrel (15ª e 17ª edizione), AzMarie Livingston (18ª edizione), Cory Wade Hindorff e Chris Schellenger (20ª edizione), Will Jardell (21ª edizione) e Bello Sánchez (22ª edizione); bisessuali, invece, Nicole Borud (3ª edizione), Michelle Deighton (4ª edizione), Leslie Mancia (6ª edizione), Elina Ivanova (11ª edizione), Laura LaFrate (18ª edizione), Romeo Tostado (21ª edizione), Marissa Hopkins (23ª edizione) e Brendi K. Seiner (24ª edizione). Nyle DiMarco (22ª edizione) si è dichiarato "sexually fluid", ovvero "sessualmente fluido". Kyle McCoy (23ª edizione) è stata la prima concorrente a definirsi genderfluid.
Alla 21ª stagione partecipa Mirjiana Puhar che viene eliminata al decimo episodio. L'anno dopo viene trovata morta in una casa nel North Carolina insieme al fidanzato ed un amico e l'omicidio sembra sia connesso ad un giro di droga. Mirjana è la seconda concorrente a morire in seguito alla partecipazione al programma, anche Kimberly Rydzewski (10ª edizione) è morta anni dopo la messa in onda della sua edizione, suicida. A dicembre del 2018, Jael Strauss (8ª edizione) in seguito a un tumore è la terza concorrente a morire. Nel 2018, invece,  Chamia Chimedtseren, concorrente della 2ª edizione di Mongolia's Next Top Model è la prima e unica concorrente del format a morire prima della registrazione della finale del programma.
Alcuni concorrenti, pur partecipando alla versione americana del programma, sono originari di altre nazioni:
 Canada
- Chantelle Young (21ª edizione)

 Francia
- Marjorie Conrad (11ª edizione)

 Gambia
- Binta Dibba (23ª edizione)

 Egitto
- Sandra Shehab (24ª edizione)

 Germania
- Angelia Alvarez (16ª edizione)

 Ghana
- Mamé Adjei (22ª edizione)

 Honduras
- Marvin Cortés (20ª edizione)

 India
- Anchal Joseph (7ª edizione)

 Indonesia
- Cory Anne Roberts (23ª edizione)

 Israele
- Esther Petrack (15ª edizione)

 Kenya
- Sandra Nyanchoka (12ª edizione)

 Lettonia
- Brita Petersons (4ª edizione)

 Messico
- Lluvy Gomez (4ª edizione)
- Naduah Rugely (14ª edizione)

 Nigeria
- Aminat Ayinde (12ª edizione)

 Polonia
- Katarzyna Dolinska (10ª edizione)
- Kasia Pilewicz (16ª edizione)

 Russia
- Natasha Galkina (8ª edizione)
- Mila Bouzinova (9ª edizione)
- Anya Kop (10ª edizione)
- Khrystyana Kazakova (24ª edizione)

 Serbia
- Mirjana Puhar (21ª edizione)

 Somalia
- Fatima Siad (10ª edizione)

 Trinidad e Tobago
- Renee Bhagwandeen (20ª edizione)

 Ucraina
- Elina Ivanova (11ª edizione)

Nella 18ª edizione, metà delle concorrenti avevano precedentemente partecipato alla versione dello stesso programma del  Regno Unito:
| Edizione Precedente | Concorrente      | Piazzamento Precedente | Piazzamento nella 18ª Stagione     |
| ------------------- | ---------------- | ---------------------- | ---------------------------------- |
| Seconda Edizione    | Jasmia Robinson  | Terza Classificata     | Quattordicesima Classificata       |
| Terza Edizione      | Louise Watts     | Seconda Classificata   | Dodicesima Classificata (ritirata) |
| Quinta Edizione     | Ashley Brown     | Quarta Classificata    | Decima Classificata                |
| Quarta Edizione     | Catherine Thomas | Seconda Classificata   | Sesta Classificata                 |
| Sesta Edizione      | Alisha White     | Seconda Classificata   | Quarta Classificata (ritirata)     |
| Quinta Edizione     | Annaliese Dayes  | Settima Classificata   | Terza Classificata                 |
| Quinta Edizione     | Sophie Sumner    | Seconda Classificata   | Vincitrice                         |

## ANTMnella cultura di massa
Lo show è stato menzionato in molte serie televisive tra cui Greek - La confraternita, The Big Bang Theory, Aiutami Hope!, Jessie, Bones e I Griffin. Il programma E! True Hollywood Story ha dedicato un'intera puntata a ANTM intervistando alcune concorrenti delle vecchie edizioni (Kim Stolz, Camille McDonald, April Wilkner, Mercedes Scelba-Shorte, Ebony Haith). Oxygen Network ha trasmesso una serie di documentari con il titolo Top Model Obsessed, con la partecipazione di Lisa D'Amato, CariDee English e Bianca Golden.

## Loghi
| Vecchio logo di ANTM (1-22) | Nuovo logo di ANTM (23- ) |
| --------------------------- | ------------------------- |